# Celedonio Flores
Celedonio Flores est un poète argentin, né en 1896 à Buenos Aires dans le quartier Villa Crespo et mort en 1947.

## Biographie
Celedonio Flores naît dans un quartier populaire de Buenos Aires. Durant sa jeunesse, il est animateur de radio et pratique la boxe en amateur. Il admire les poètes, notamment Rubén Darío, Almafuerte et Leopoldo Lugones. Il se fait connaître comme parolier et travaille avec des chanteurs de tango comme Carlos Gardel. Dans les années 1920, il écrit les paroles de succès comme Margot et Mano a mano. Il publie également deux recueils de poèmes, Chapaleando barro et Cuando pasa el organito,.